# Probostwo Kościoła św. Krzyża w Krakowie
Probostwo Kościoła św. Krzyża – zabytkowa kamienica znajdująca się w Krakowie, w dzielnicy I Stare Miasto przy ulicy św. Krzyża 23, na Starym Mieście. 

## Historia
Budynek został wzniesiono około 1300 jako murowany, jednopiętrowy, szerokofrontowy. Początkowo pełnił funkcje obronne. Od 1367 był własnością klasztoru Benedyktynek w Staniątkach. W 1648, po ofiarowaniu benedyktynkom przez komornika wielickiego M. Świechowskiego sąsiedniego domu, który przebudowano na kościół św. Scholastyki, budynek został zaadaptowany na cele klasztorne. W 1782 klasztor zlikwidowano, a budynek został opuszczony. W 1827 przekazano go parafii św. Krzyża z przeznaczeniem na probostwo. W tym czasie założono przy nim obszerny ogród, pomniejszony w latach 1896–1898 podczas regulacji otoczenia. W 1909 kamienica została gruntownie odrestaurowana według projektu Jana Zawiejskiego z wydobyciem gotyckich detali elewacji.
Jest najstarszym budynkiem mieszkalnym w Krakowie. W 2015 rozpoczęto remont konserwatorski, połączony z adaptacją piwnic na cele muzealne.
6 grudnia 1937 kamienica została wpisana do rejestru zabytków. Znajduje się także w gminnej ewidencji zabytków.

## Architektura
Budynek reprezentuje styl wczesnogotycki. Ma dwie kondygnacje. Elewacje wykonane są z kamienia łamanego z wąskimi ceglanymi blendami dekoracyjnymi. Układ okien jest nieregularny, co jest związane z pierwotną obronną funkcją budynku. Dom nakryty jest dwuspadowym, kalenicowym dachem.